# Wiktor Bałuda
Wiktor Michajłowicz Bałuda, ros. Виктор Михайлович Балуда (ur. 30 września 1992 w Moskwie) – rosyjski tenisista.

## Kariera tenisowa
Karierę zawodową Bałuda rozpoczął w 2009 roku.
W 2010 roku zdobył złoty medal podczas igrzysk olimpijskich młodzieży w Singapurze w rywalizacji gry podwójnej w parze z Michaiłem Biriukowem.
W 2013 roku Rosjanin wywalczył 2 medale na letniej uniwersjadzie w Kazaniu, w grze podwójnej i grze drużynowej. W obu konkurencjach startował razem z Konstantinem Krawczukiem.
W kwietniu 2013 roku zadebiutował w reprezentacji Rosji w Pucharze Davisa.
W rankingu gry pojedynczej Bałuda najwyżej był na 290. miejscu (23 września 2013), a w klasyfikacji gry podwójnej na 159. pozycji (21 października 2013).